# Wisconsin Central Railway
Bei der Wisconsin Central Railway handelte es sich um eine Eisenbahngesellschaft im Norden der Vereinigten Staaten.

## Geschichte
Die Wisconsin Central wurde 1871 gegründet und erreichte Ashland (Wisconsin) im Jahr 1877, Saint Paul (Minnesota) im Jahr 1884, Chicago im Jahr 1886 und Superior (Wisconsin) im Jahr 1908. Die Northern Pacific Railway pachtete von 1890 bis 1893 die Strecke. Ab 1909 war die Strecke an die MStP&SSM (Soo Line Railroad) verpachtet, die damit Zugang nach Chicago, zu den nördlichen Erzabbaugebieten und zu Wisconsins Fox River Valley erhielt. Dies endete mit dem Bankrott der WC im Jahr 1932. Danach betrieb die Soo Line die WC, bis 1960 die Fusion erfolgte.